# Showdown

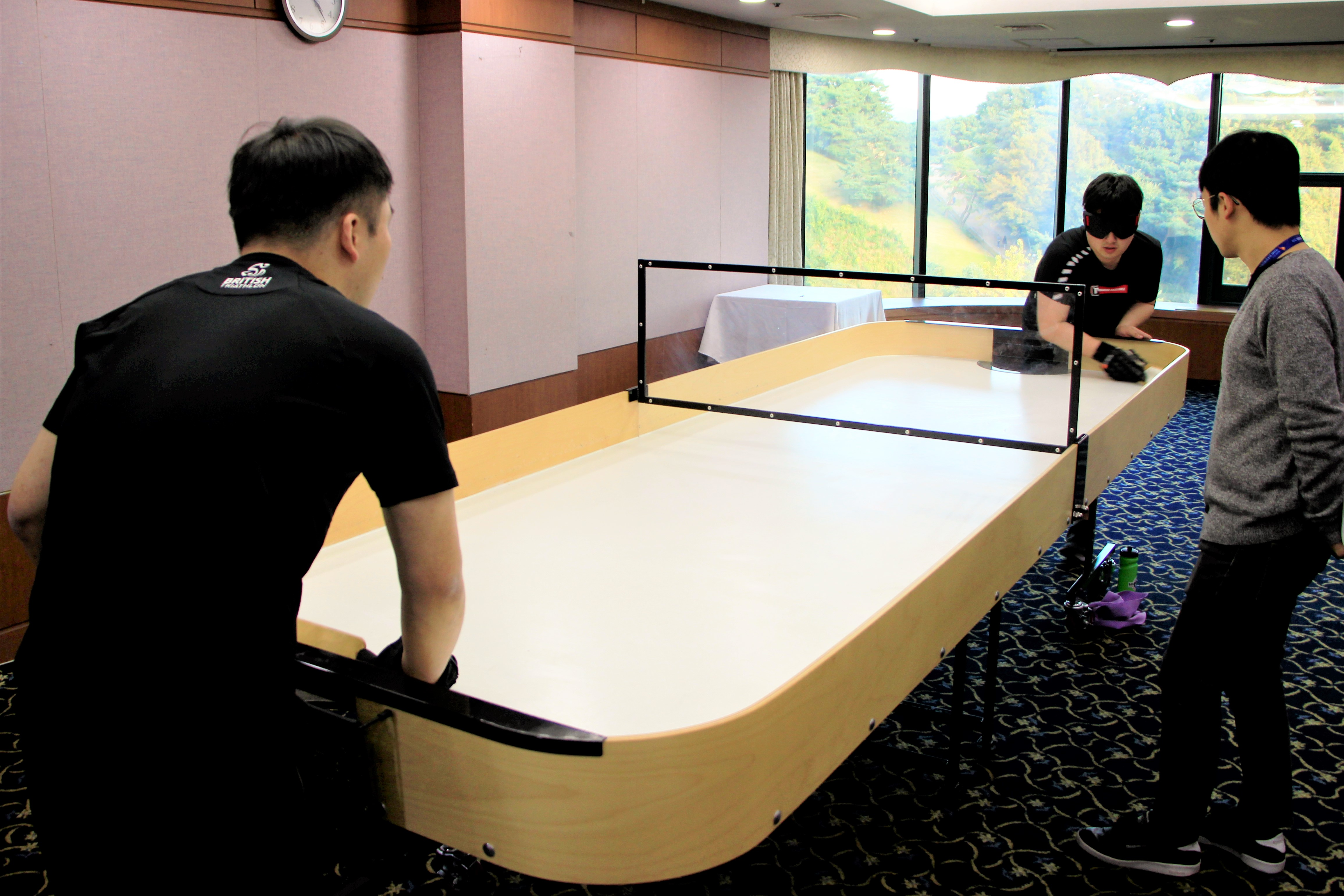
Showdown se hraje na obdélníkovém stole se středovou deskou

Showdown je obdoba stolního tenisu pro zrakově postižené.

## Pravidla
Showdown hrají dva hráči, na obdélníkovém stole se středovou deskou a brankami na zadních stranách. Hraje se s pálkami a ozvučeným míčkem. Cílem hry je odpálit míček přes stůl pod středovou deskou do soupeřovy branky, zatímco soupeř se tomu snaží zabránit.
Gól znamená zisk 2 bodů. Při chybě hráče, např. po vyhození míčku ze stolu nebo zásahu středové desky, získává protihráč 1 bod. Vítězem se stává hráč, který jako první dosáhne 11 bodů s rozdílem minimálně 2 bodů nad soupeřem.
Všichni hráči, i zcela nevidomí, musí mít na očích černé brýle. Jsou tak zaručeny stejné podmínky pro různě zrakově postižené.

## Historie
Mistrovství České republiky se hraje pravidelně od roku 1993. V roce 2002 se konalo první mistrovství Evropy a o tři roky později první mistrovství světa.